# 30,000 Leagues Under the Sea
30,000 Leagues Under the Sea è un film statunitense del 2007 diretto da Gabriel Bologna. È un B movie prodotto da The Asylum, società specializzata nelle produzioni di film a basso costo per il circuito direct-to-video.

## Trama
Il Capitano Nemo utilizza il suo sottomarino high-tech per scatenare la sua vendetta contro il resto del mondo di superficie.

## Produzione
Il film fu prodotto da The Asylum e girato a Los Angeles, in California, nel 2007 con un budget stimato in 500.000 dollari. Le musiche sono firmate da David Raiklen. È una versione moderna del classico 20.000 leghe sotto i mari, romanzo di Jules Verne. Lorenzo Lamas interpreta il protagonista, il tenente Aronnaux, e Sean Lawlor il misantropo capitano Nemo.

## Distribuzione
Il film è stato distribuito solo per l'home video. Alcune delle uscite internazionali sono state:
- 9 settembre 2007 negli Stati Uniti (30,000 Leagues Under the Sea)
- nel Regno Unito
- 2 luglio 2008 in Giappone
- 7 settembre 2008 in Ungheria (Mélytengeri kalandorok)
- 13 gennaio 2009 in Argentina (30 mil leguas bajo el mar)
- in Grecia (30,000 Leuges kato apo ti Thalassa)
- in Germania (30,000 Meilen unter dem Meer)